# Zygmunt Gogolewski
Zygmunt Gogolewski (ur. 1 maja 1896 w Warszawie, zm. 24 października 1969 w Gliwicach) – polski inżynier, specjalista w dziedzinie konstrukcji maszyn elektrycznych, profesor, nauczyciel akademicki, dziekan Wydziału Elektrycznego Politechniki Śląskiej.

## Życiorys

### Wczesne lata i studia
Urodził się 1 maja 1896 w Warszawie, w rodzinie Michała Franciszka (zm. 1899) i Romany z Wyganowskich h. Łodzia. W 1914 ukończył Gimnazjum im. M. Reja, uzyskując odznaczenie „Maxima cum laude”. W 1915 zdał maturę rządową i rozpoczął studia na Wydziale Elektromechanicznym Politechniki w Petersburgu. Studia te przerwał jednak w związku z powołaniem w 1917 do wojska rosyjskiego. Ukończył szkołę podchorążych artylerii i jeszcze w 1917 został wysłany na front. Po wybuchu rewolucji październikowej na krótko powrócił na Politechnikę Petersburską, po czym wyjechał do Warszawy, gdzie w 1918 podjął studia na Politechnice Warszawskiej. Pod koniec 1918 wstąpił do Wojska Polskiego, w którym służył do 1920 w stopniu podporucznika artylerii. 24 lipca 1919 ożenił się z Haliną z Kotnowskich (1895–1986). Brał udział w wojnie polsko-bolszewickiej, za co został dwukrotnie odznaczony Krzyżem Walecznych. Po powrocie z wojny ukończył studia, broniąc w 1922 pracę dyplomową z maszyn elektrycznych.

### Praca w przemyśle i okupacja
Po studiach odbył praktykę i od 1923 przez trzy lata pracował przy budowie Fabryki Lokomotyw w Chrzanowie jako kierownik elektryfikacji. Wprowadził tam wiele innowacyjnych elektromechanicznych rozwiązań napędowych, a niektóre z zaprojektowanych przez niego urządzeń funkcjonowały w fabryce przez ponad 30 lat. W 1926 podjął pracę w Fabryce Maszyn Elektrycznych w Żychlinie. Pracował tam z przerwami aż do 1939, początkowo jako konstruktor, a następnie dyrektor techniczny. W 1931, ze względu na okresowe zamknięcie zakładu w Żychlinie, pracował przez rok w Starachowicach. Po powrocie do Żychlina, kiedy firma wznowiła działalność jako Zakłady Elektromechaniczne Rohn-Zieliński, objął równolegle funkcję dyrektora zakładu w Cieszynie (poprzednika współczesnej Celmy), który należał do tej samej firmy. 
Tuż przed wybuchem wojny został wcielony do wojska jako oficer uzbrojenia. We wrześniu 1939 znalazł się w Rumunii, gdzie otrzymał paszport cywilny i przebywał do końca wojny. Prowadził działalność edukacyjną i pracował jako elektrotechnik. Opracował projekt przebudowy sieci elektrycznej prądu stałego na przemienny dla miasta Pitești oraz wykonał elektryfikację Fabryki Wyrobów Drzewnych w Bukowinie. Do Polski wrócił w 1945 pierwszym transportem repatriacyjnym.

### Praca w Politechnice Śląskiej
Po powrocie objął funkcję dyrektora technicznego Zjednoczenia Przemysłu Maszyn Elektrycznych, które miało swoją siedzibę w Katowicach. Z jego inicjatywy podjęto w tym czasie między innymi decyzje o budowie w Gliwicach fabryki materiałów elektroizolacyjnych oraz o lokalizacji we Wrocławiu fabryki maszyn elektrycznych Dolmel. Zorganizował również w Katowicach Centralne Biuro Konstrukcyjne Maszyn Elektrycznych (jego kontynuatorem jest współcześnie Sieć Badawcza Łukasiewicz – Instytut Napędów i Maszyn Elektrycznych KOMEL) i został jego dyrektorem. Funkcję dyrektora Zjednoczenia pełnił do 1948, kiedy to zostało ono przeniesione do Warszawy, a funkcję Biura do 1951.
Równolegle z pracą w przemyśle od 1946 podjął pracę w Politechnice Śląskiej. Zatrudniony na Wydziale Elektrycznym na stanowisku profesora nadzwyczajnego zorganizował Katedrę Urządzeń Elektrycznych Prądów Silnych i objął jej kierownictwo. W 1950 podczas reorganizacji struktury Wydziału został kierownikiem Katedry Budowy Maszyn Elektrycznych, a od 1956 aż do emerytury w 1966 kierował Katedrą Maszyn Elektrycznych. W latach 1948–1952 był dziekanem Wydziału Elektrycznego. W 1957 został mianowany profesorem zwyczajnym.
Zmarł w 1969 w Gliwicach, pochowany na cmentarzu Lipowym (sektor B2-9-1).

## Publikacje i dorobek naukowy
Był autorem 8 książek i 7 skryptów akademickich. Jego podręcznik pt. Napęd Elektryczny miał aż pięć wydań, a II tom książki pt. Transformatory, której był współautorem, wydawany był w Polsce (dwukrotnie) oraz w Rumunii. Był autorem 4 patentów oraz 48 publikacji naukowo-technicznych. Był promotorem ośmiu przewodów doktorskich oraz recenzentem w 14 przewodach (doktorskich i habilitacyjnych). Współorganizował Gliwicki Oddział SEP i był jego prezesem (w latach 1954–1956). Był członkiem wielu organizacji technicznych i naukowych w Polsce i za granicą. Był poliglotą – władał biegle rosyjskim, francuskim, angielskim, rumuńskim i niemieckim.

## Ordery i odznaczenia
- Krzyż Oficerski Orderu Odrodzenia Polski (1956)[6]
- Krzyż Walecznych (dwukrotnie)
- Złoty Krzyż Zasługi (1937)[3]
- Medal 10-lecia Polski Ludowej (19 stycznia 1955)[7]
- Złota Odznaka SEP[6]

## Nagrody
- Nagroda Państwowa III stopnia (zespołowa) za opracowanie problemu „Samoczynne załączanie rezerw w elektrowniach cieplnych", dzięki czemu znacznie wzrosła pewność wytwarzania i ciągłość dostawy energii elektrycznej (1955)[8]
- Nagroda Ministra Szkolnictwa Wyższego I stopnia (1963)[6]